# Тукаевский сельсовет (Оренбургская область)
Тукаевский сельсовет — сельское поселение в Александровском районе Оренбургской области Российской Федерации.
Административный центр — село Тукай.

## История
Статус и границы сельского поселения установлены Законом Оренбургской области от 9 марта 2005 года № 1892/320-III-ОЗ «О муниципальных образованиях в составе муниципального образования Александровский район Оренбургской области»

## Население
| 2010 | 2012 | 2013 | 2014 | 2015 | 2016 | 2017 |
| ---- | ---- | ---- | ---- | ---- | ---- | ---- |
| 656  | ↘634 | ↗639 | ↘612 | ↘597 | ↘590 | ↘574 |
| 2018 | 2019 | 2020 | 2021 |      |      |      |
| ↘571 | ↘567 | ↘552 | ↘535 |      |      |      |

## Состав сельского поселения
| № | Населённый пункт | Тип населённого пункта       | Население |
| - | ---------------- | ---------------------------- | --------- |
| 1 | Тукай            | село, административный центр | 581       |
| 2 | Южный            | посёлок                      | 75        |